# Сан-Пелайо-де-Гуаренья
Сан-Пелайо-де-Гуаренья (ісп. San Pelayo de Guareña) — муніципалітет в Іспанії, у складі автономної спільноти Кастилія-і-Леон, у провінції Саламанка. Населення — 107 осіб (2010).
Муніципалітет розташований на відстані близько 200 км на північний захід від Мадрида, 23 км на північний захід від Саламанки.
На території муніципалітету розташовані такі населені пункти: (дані про населення за 2010 рік)
- Каньєдо-де-лас-Дуеньяс: 4 особи
- Еспіно-Рападо: 8 осіб
- Сан-Пелайо-де-Гуаренья: 95 осіб

## Демографія
Динаміка населення (INE ):

## Зовнішні посилання
- Провінційна рада Саламанки: індекс муніципалітетів
- Посилання на Google Maps